# Våthults församling
Våthults församling är en församling i Östbo-Västbo kontrakt, Växjö stift och Gislaveds kommun. Församlingen ingår i Gislaveds pastorat. 
Församlingskyrka är Våthults kyrka.

## Administrativ historik
Församlingen har medeltida ursprung.
Församlingen utgjorde till 1300-talet ett eget pastorat för att sedan fram till 1 maj 1921 vara annexförsamling i pastoratet Villstad och Våthult som omkring 1525 utökades med Båraryd. Från 1921 till 2016 var församlingen annexförsamling i pastoratet Båraryd (från 1951 namnändrat till Gislaved), Våthult och Bosebo. Församlingen ingår sedan 2016 i ett utökat Gislaveds pastorat.